# Hypselodoris villafranca
Hypselodoris villafranca is een zeenaaktslak die behoort tot de familie van de Chromodorididae. Deze slak leeft in het oosten van de Atlantische Oceaan en in de Middellandse Zee.
Kenmerkend voor deze slak is het vrij doorzichtige lichaam met gele en blauwe lijnen. Sommige soorten zijn, als ze volwassen zijn, donkerblauw tot zwart gekleurd. De kieuwen en de rinoforen zijn doorzichtig, maar hebben een blauwe punt. Ze wordt, als ze volwassen is, zo'n 3,5 cm lang. Ze voeden zich voornamelijk met sponzen.